# Vichel-Nanteuil
Vichel-Nanteuil település Franciaországban, Aisne megyében. Lakosainak száma 93 fő (2022. január 1.). Vichel-Nanteuil Latilly, Montgru-Saint-Hilaire, Neuilly-Saint-Front és Rozet-Saint-Albin községekkel határos.

## Népesség
A település népessége az elmúlt években az alábbi módon változott:
| Lakosok száma | 122  | 67   | 88   | 93   | 88   | 88   | 87   | 83   | 86   | 93   |
|               | 1968 | 1982 | 1990 | 2006 | 2013 | 2015 | 2017 | 2019 | 2020 | 2022 |